# Хамзићи (Трново)
Хамзићи су насељено мјесто у општини Трново, Федерација БиХ, Босна и Херцеговина.

## Становништво
|         | 2013.       | 1991.         | 1981.         | 1971.         |
| Укупно  | 17 (100,0%) | 102 (100,0%)  | 159 (100,0%)  | 140 (100,0%)  |
| Бошњаци | 17 (100,0%) | 102 (100,0%)1 | 158 (99,37%)1 | 127 (90,71%)1 |
| Срби    | –           | –             | 1 (0,629%)    | 2 (1,429%)    |
| Остали  | –           | –             | –             | 11 (7,857%)   |

1. 1 На пописима од 1971. до 1991. Бошњаци су пописивани углавном као Муслимани.